# Liléa (Phocide)
Liléa (grec moderne : Λιλαία) est une localité située dans le dème de Delphes, dans le district régional de Phocide, dans la périphérie de Grèce-Centrale, en Grèce.
Selon le recensement de 2021, elle compte 195 habitants.